# Bombaye
Bombaye (en neerlandès Bolbeek) és un antic municipi de Bèlgica a la Província de Lieja que el 1977 es va fusionar amb Dalhem, mentrestant que el barri de Mons passà a la ciutat de Visé. Compta am 688 habitants i té una superfície de 630 ha. El Berwijn forma la frontera amb la ciutat de Visé. L'escriptor i geòleg Xavier de Reul (1830-1895) hi va néixer.
Els primers esments escrits són Bubais (1108) i Bulsbeke (1147). Bombaye era una petita senyoria, propietat del capítol de la Mare de Déu d'Aquisgrà tot i fer part del País de Dalhem i la jurisdicció era compartida entre el capítol i el duc de Brabant.
El Tractat de partició del 1661 va atorgar el poble a la república de les Províncies Unides. Al Tractat de Fontainebleau (1785) la república va cedir Bolbeek a Àustria en bescanvi per a parts del País de Valkenburg.

## Llengua
Fins al segle xviii la llengua vehicular del poble era una variant ripuàric del neerlandès. A poc a poc el poble va francesitzar-se. Al segle xix, el neerlandès va desaparèixer completament.

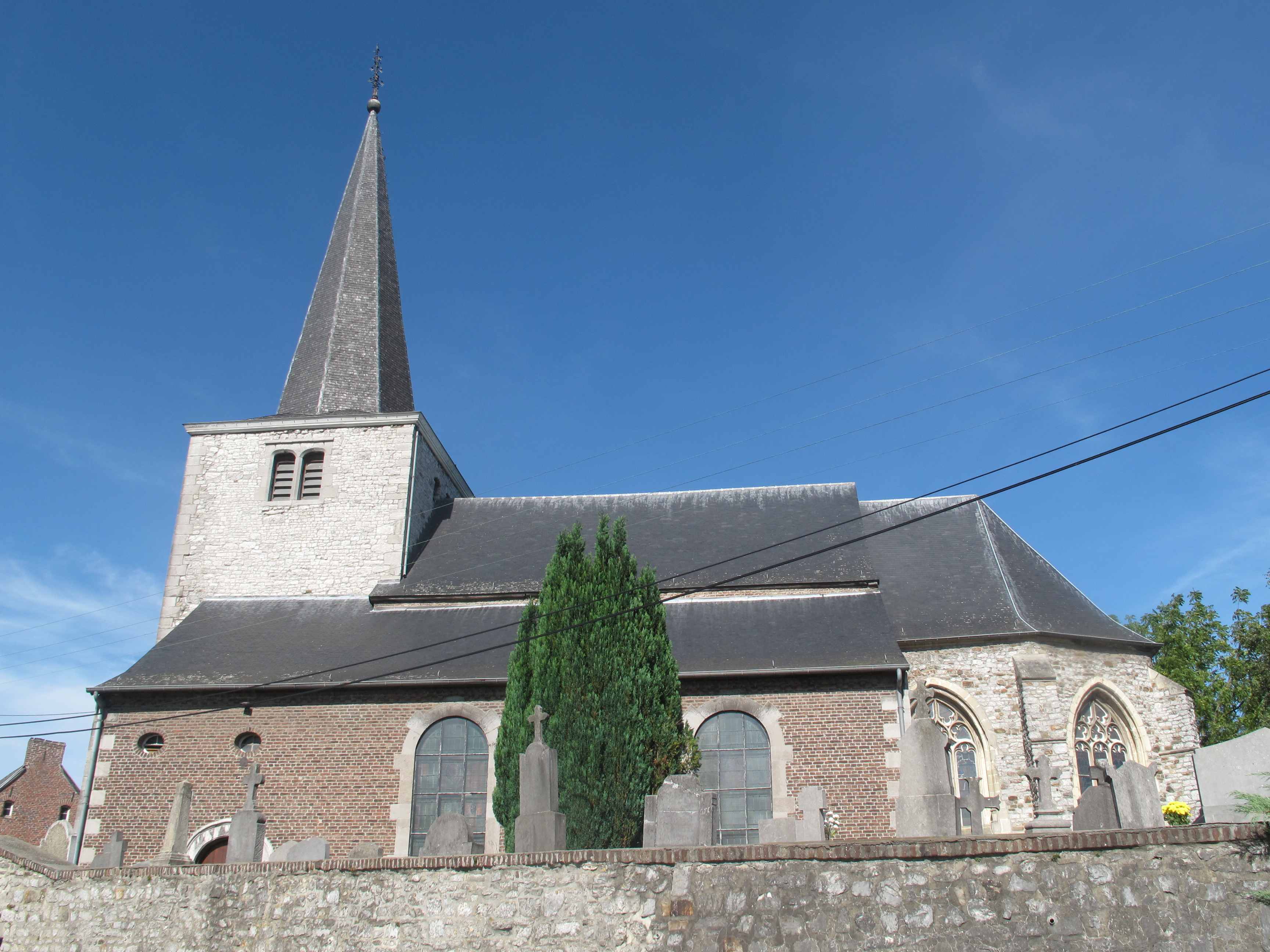
Església de Joan Baptista
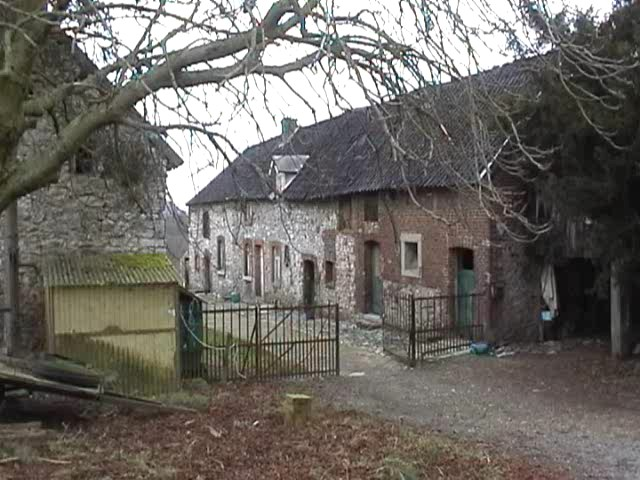
Masia al nucli dels Trixhes
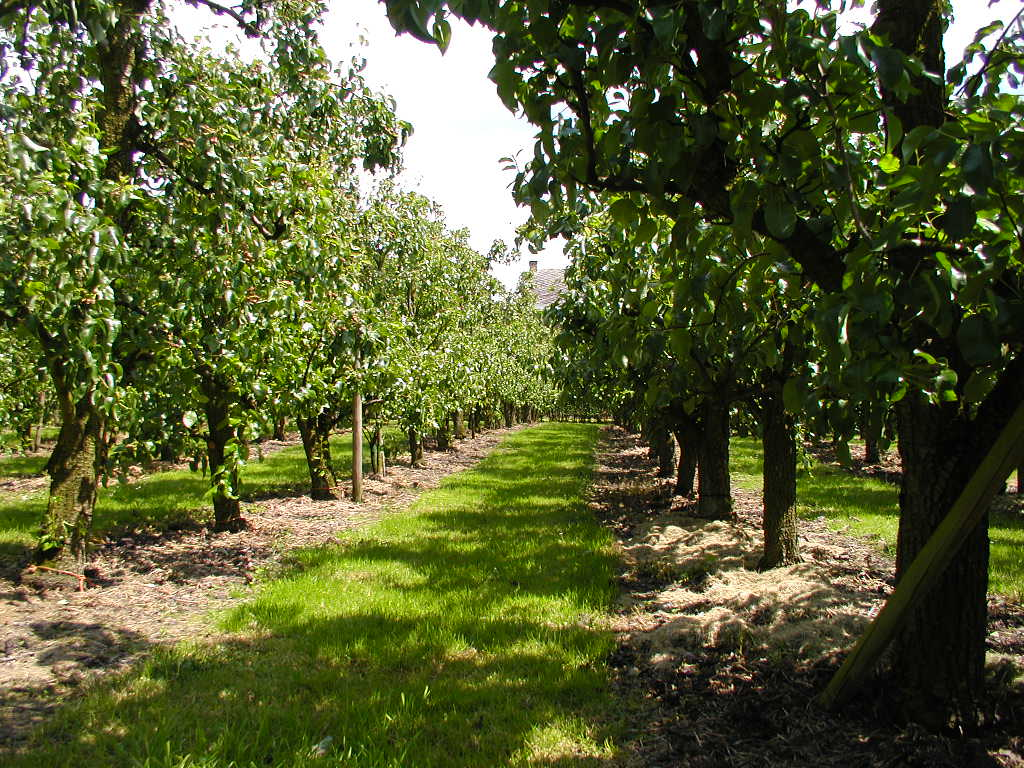
Verger d'arbres de baixa tija
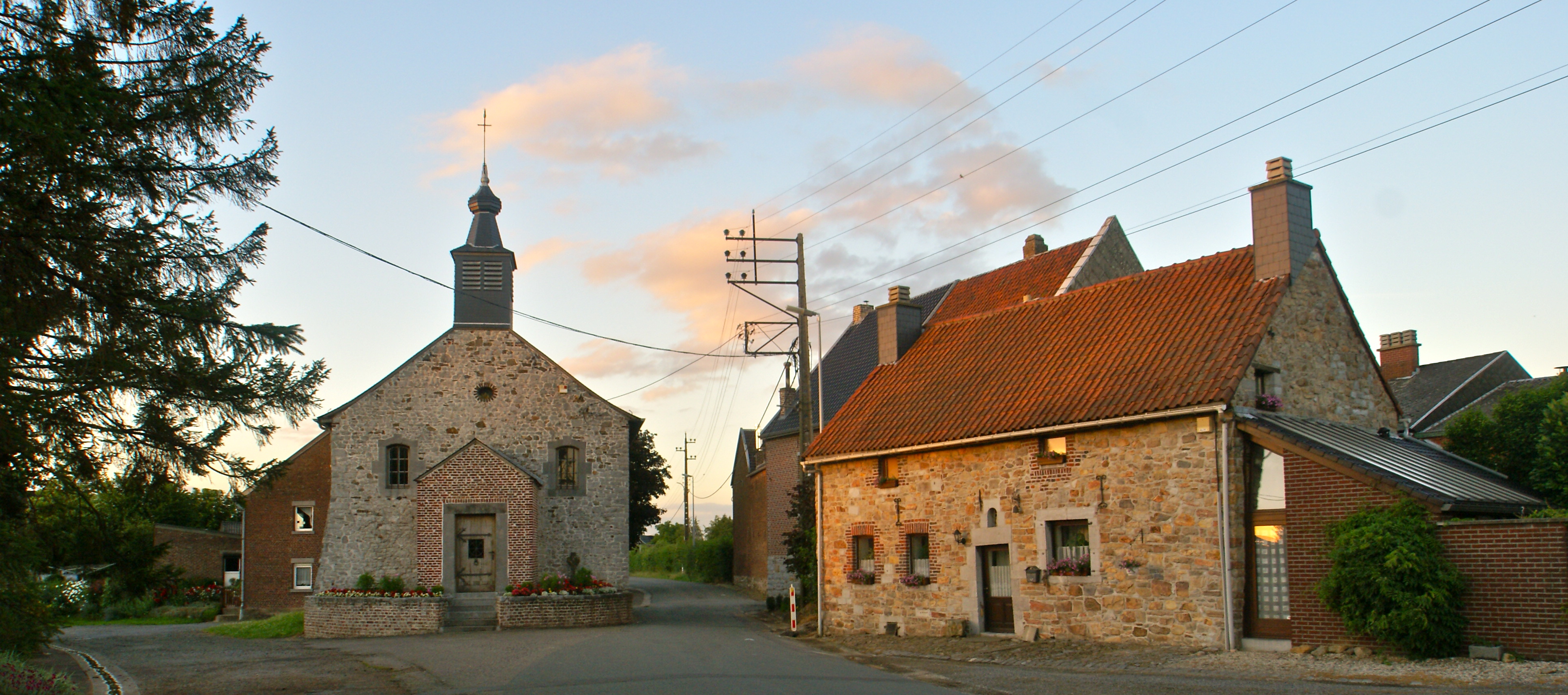
La capella de la tomba a Sangville

## Llocs d'interès
- La capella de la tomba de Sangville

 A Wikimedia Commons hi ha contingut multimèdia relatiu a: Bombaye